# Woo Chia-wei
Woo Chia-wei (吳家瑋, pinyin: Wú Jiāwěi), född 13 november 1937 i Shanghai, död 2 mars 2025, var en amerikansk fysiker och matematiker känd som grundaren av The Hong Kong University of Science and Technology. Tillsammans med Chung Sze Yuen skapade han flera internationellt högt rankade forskningsmiljöer, bland annat The HKUST Business School's MBA, EMBA och Executive Education. 2001 gick han i pension efter tretton års tjänst, men fortsatte som emeritus. Förutom sin akademiska karriär och arbetet med universitetet hade han även en politisk karriär i Hongkong.